# 菊池市立河原小学校
菊池市立河原小学校（きくちしりつ かわはるしょうがっこう）は、かつて熊本県菊池市下河原に存在した小学校。

## 沿革
- 1874年（明治7年）- 藤田小学校が創立される。
- 1875年（明治8年）- 河原小学校が創立さあれる。
- 1887年（明治20年）4月 - 河原小学校、藤田小学校、伊萩小学校、岩本小学校の4校が統合し尋常下河原小学校が創立される。弁利支校、木庭出張所を設置する。
- 1889年（明治22年）11月 - 尋常河原小学校と改称される。
- 1917年（大正6年）4月 - 河原尋常高等小学校と改称される。
- 1941年（昭和16年）4月 - 河原国民学校と改称される。
- 1947年（昭和22年）4月 - 河原村立河原小学校と改称される。
- 1956年（昭和31年）9月1日 - 菊池町立河原小学校と改称される。
- 1958年（昭和33年）8月1日 - 菊池市立河原小学校と改称される。
- 2013年（平成25年）3月31日 - 菊池市立隈府小学校と統合される。

## クラブ活動
- 運動部

- 文化部

## 学校周辺
- 菊池川
- 熊本県道23号菊池赤水線